# Riemer Park
Riemer Park (známý také jako krajinářský park Riem) je přibližně 210 hektarů velký krajinářský park v architektonickém stylu na mnichovském výstavišti Riem, na místě bývalého letiště Mnichov-Riem. Byl navržen francouzským zahradním architektem Gillesem Vexlardem. Park byl založen v letech 1997 - 2005 s rozpočtem ve výši 70,5 milionů eur. Umělé jezero Riemer má rozlohu 10-hektarů, a je součástí parku. Úpravu parku charakterizují přímé, nekonečné linie, jednoduše členěné, přísně geometrické povrchy. 
Dvě umělé vyvýšeniny a svahy k sáňkování byly upraveny z trosek bývalého letiště. Na místě a v bezprostřední blízkosti se v roce 2005 konala zahradní výstava BUGA 2005 (Bundesgartenschau). Park je proto také znám pod názvem BUGA-Park. V roce 2005 získal německé ocenění Landschaftsarchitekturpreis. Po zahradní výstavě byl předán třetí největší park města Mnichov veřejnosti jako rekreační oblast.

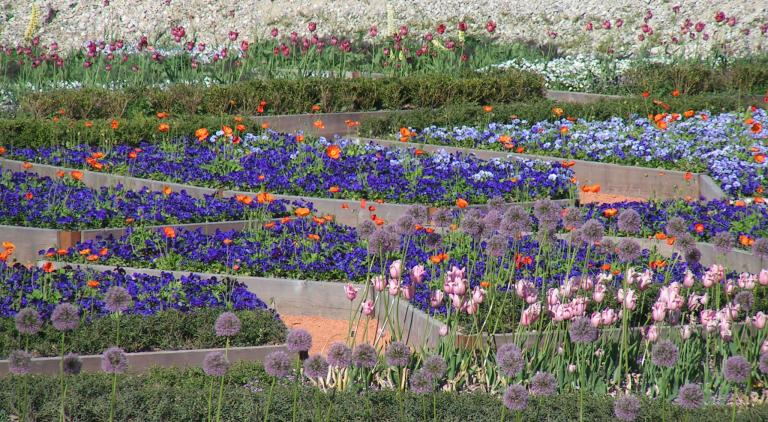
Snímek z výstavy Buga 2005.
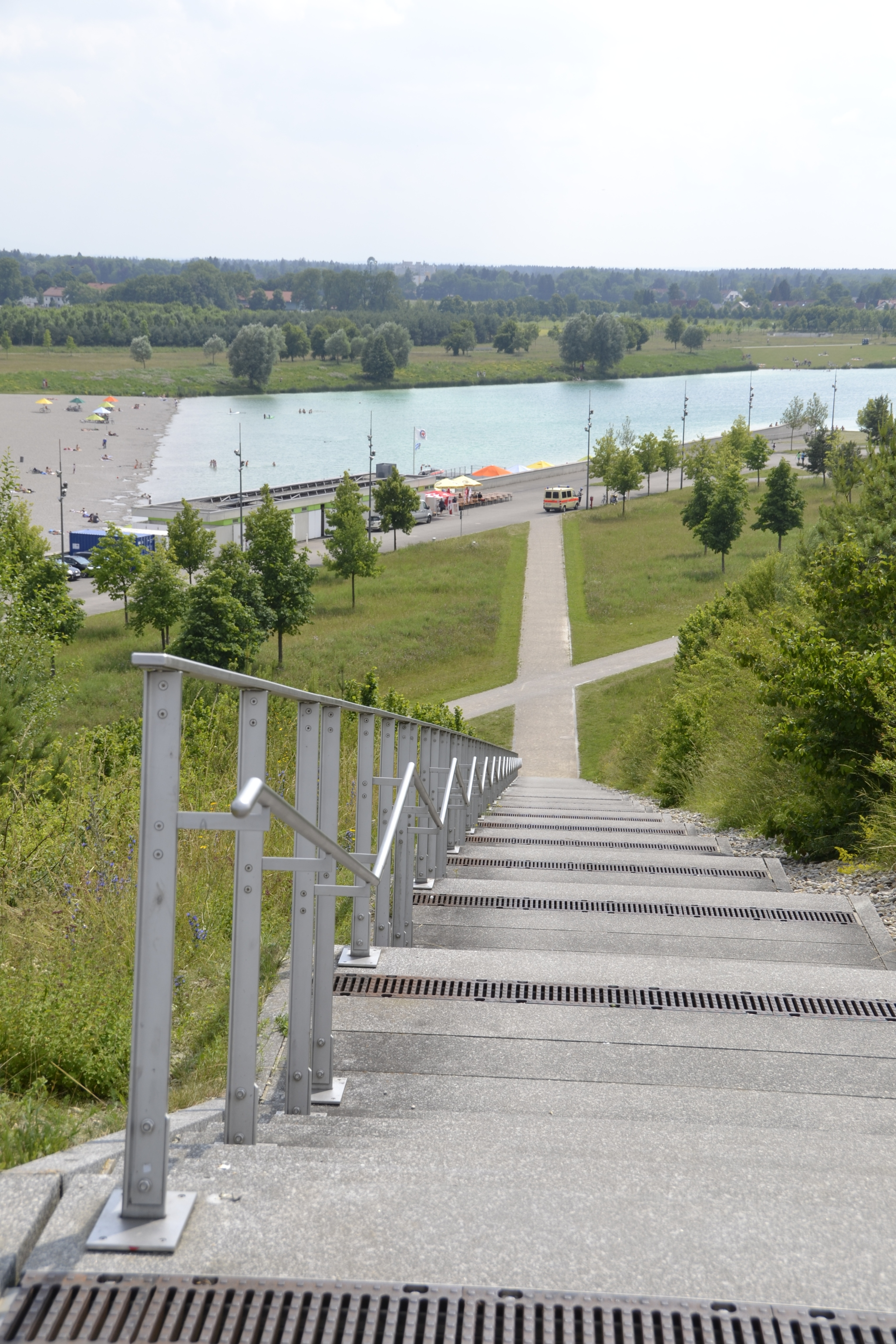
Pohled na umělé jezero Riemer see.
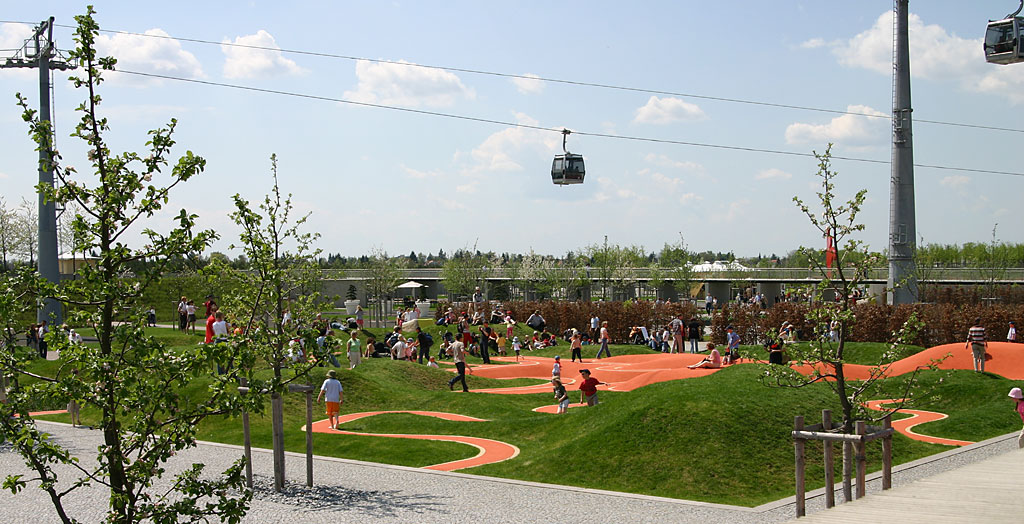
Výstava Buga 2005.